# Klimat w Wałbrzychu
Klimat Wałbrzycha – warunki meteorologiczne na terenie Wałbrzycha i najbliższej okolicy.

## Wiadomości ogólne
Klimat Wałbrzycha – miasto położone jest w strefie klimatu umiarkowanego przejściowego, cechującego się znaczną zmiennością warunków pogodowych, wynikającą  z  napływu  mas  powietrza o różnych  właściwościach  termiczno-wilgotnościowych. Podobnie jak w reszcie kraju, w ciągu roku przeważa tu napływ mas powietrza polarno-morskiego z sektora zachodniego.
Wałbrzych, leżąc w strefie granicznej między Przedgórzem Sudeckim a Sudetami, zgodnie z podziałem Śląska na regiony klimatyczne, znajduje się w górskiej dzielnicy klimatycznej Sudetów Środkowych, należąc do Regionu Wałbrzyskiego – Góry Wałbrzyskie i Kamienne z piętrem umiarkowanie ciepłym (400–550 m n.p.m.) i piętrem umiarkowanie chłodnym (550–800 m n.p.m.).
Klimat Wałbrzycha charakteryzują zmienne i dosyć wysokie wahania temperatur między dniem a nocą, ostre zimy i duża ilość opadów atmosferycznych, większa w porównaniu do nizinnej części Dolnego Śląska. Podobnie, temperatura powietrza jest niższa niż w pozostałej części województwa.

## Wiatry
Na terenie miasta dominują wiatry z kierunku zachodniego, a zwłaszcza południowo-zachodniego; rzadsze są wiatry z kierunku północno-zachodniego i wschodniego (ok. 10% w roku). Cisze stanowią ok. 6,1%. Rozkład taki jest niekorzystny z punktu widzenia ludności, ponieważ znaczna część terenów przemysłowych leży w południowo-zachodniej części miasta.
Jesienią, zimą i na przedwiośniu występują dosyć silne wiatry fenowe. Spływają one na Wałbrzych z grzbietu Karkonoszy, poprzez Chełmiec i Trójgarb. Wybitnie uciążliwe są na wałbrzyskich osiedlach mieszkaniowych Podzamczu i Piaskowej Górze, gdyż potrafią osiągnąć na otwartej przestrzeni prędkość 15 m/s, a w sprzyjających warunkach nawet 25–30 m/s.

## Temperatura
Średnioroczna temperatura w Wałbrzychu jest niska. Na Pogórzu wynosi 8,4 °C, natomiast w Kotlinie (a więc gdzie leży zasadnicza część miasta) wynosi 6,3 °C. Miesiącem najcieplejszym jest lipiec, a najchłodniejszym styczeń.
Okres wegetacji (ze średnią temperaturą powyżej 5ºC) trwa w Wałbrzychu ok. 220 dni. Jego początek przypada w okolicach 5 kwietnia. Średnia temperatura lata, trwającego ok. 14-15 tygodni, wynosi powyżej 12,5ºC. Średnie miesięczne temperatury zimy są wyższe o 0,5ºC w stosunku do środkowej części kraju i nie spadają poniżej +0,5ºC. Ilość dni z temperaturą równą lub niższą od 0 stopni wynosi 70-80 i występują one pomiędzy listopadem a kwietniem.
Ze względu na ukształtowanie terenu, obserwowane są duże różnice temperatur pomiędzy obszarami wyniesionymi a dolinami i zagłębieniami terenu, które w czasie występowania inwersji termicznej sięgają  nawet 5 °C. Liczba dni z inwersją wynosi średnio rocznie około 68. Na terenie Wałbrzycha inwersje występują głównie w dolinach Pełcznicy i Szczawnika. Korzystniejsze warunki termiczne występują we wschodniej części miasta, tu też  lepsze przewietrzanie. Inwersje objawiają się częstymi mgłami, przygruntowymi przymrozkami oraz dłuższym ich występowaniem w czasie zimy.
W latach 1981–2015 zaobserwowano wyraźny trend rosnący średniej rocznej temperatury powietrza, której tempo wzrostu w latach 1981-2015 wyniosło ok. 0,2 °C/10 lat. Tempo wzrostu temperatury maksymalnej było jeszcze wyższe i wyniosło ponad 0,5 °C/10 lat.

## Opady
Roczna suma opadów w Wałbrzychu wynosi od 670 mm na Podgórzu do 850 mm w rejonie Klasztorzyska w tzw. Górach Czarnych. Pokrywa śnieżna utrzymuje się dosyć długo, bo przez okres około 60 dni. Największą trwałość ma ona w rejonie Glinika oraz w górnych częściach Sobięcina i Rusinowej. Średnia ilość opadów wzrasta wraz z wysokością (przeciętnie o 7 mm na 100 m), a maksimum opadów przypada na miesiące letnie. Liczba dni z opadem w niżej położonych dzielnicach wynosi od 140 do 160 dni. Częste opady powodują powstawanie mgieł, zwłaszcza w dolinach. Największe zachmurzenie występuje w czerwcu, lipcu i październiku, a nasłonecznienie we wrześniu i maju. Najbardziej niekorzystne warunki solarne występują w dzielnicach południowo-zachodnich.
W latach 1981–2015 odnotowano rosnący trend zarówno rocznych sum opadów, jak i częstości występowania opadów o dużej sumie dobowej. Zaobserwowano również rosnący trend dla najdłuższych okresów bezopadowych. W przypadku sum opadów ich średnia roczna suma opadów w Wałbrzychu dla lat 1981-2015 wyniosła 695 mm, wahając się od 477 mm w 1982 r. do 1038 mm w 2002 r. Średni wzrost sum opadów wyniósł ponad 4 mm/rok.